# Festa do Rosário de São Gonçalo do Sapucaí
A Festa do Rosário de São Gonçalo do Sapucaí é a maior e mais tradicional festa do município sul mineiro de São Gonçalo do Sapucaí, no estado de Minas Gerais.

## Descrição
Tem início quarenta dias após a Páscoa. Acompanha o calendário religioso com a novena que é realizada durante a Festa do Rosário. No caso especial da tradicional Festa na cidade, ela não é festejada em honra à Nossa Senhora do Rosário, mas sim em louvor e honra ao Divino Espírito Santo, visto que as comemorações culminam no 50º dia após do Domingo de Páscoa, data em que os fiéis comemoram o dia de Pentecostes, data esta comemorada no 10º dia depois da Ascensão. Na cidade a festa traz este nome devido ao fato de a novena acontecer na igreja dedicada à Nossa Senhora do Rosário.

### Elementos africanos
A parte profana da festa se resume nas apresentações das tradicionais congadas, cerimônia de coroação do reinado do Congo. Há a presença barracas com músicas ao vivo e shows nos dias principais, tendo como palco a Praça Getúlio Vargas, também chamada de Largo do Rosário, local este que circunda a Igreja do Rosário.

## Histórico
A menção mais antiga à festa é feita numa reforma dos estatutos da irmandade de Nossa Senhora do Rosário em São Gonçalo do Sapucaí. No documento, datado de 17 de agosto de 1880, constam as obrigações de seus irmãos confrades e também dispõe de normas para a realização da Festa. Porém presume-se que a festa ocorra desde datas mais remotas, haja vista que o documento em questão trata-se de uma reforma das normas, onde também se considera a data de construção da igreja sede da irmandade, datada do primeiro quartel do século XIX.